# 登坂健児
登坂 健児（とさか けんじ、1927年（昭和2年）5月14日 - ）は、日本の政治家。元新潟県燕市長（1期）。

## 来歴
新潟県南蒲原郡燕町（現・燕市）出身。1946年、加茂朝中学校（現・加茂暁星高等学校）卒。1961年、トサカプレスを創業する。1979年に株式会社化し、社長に就任する。1975年、燕市議会議員に初当選し、3期務め、議長も務めた。1990年、燕市長に当選し、1期務めた。1994年に落選した。2002年に母校の加茂暁星学園の理事長に就任した。